# Christian Sivebæk
Christian Sivebæk (født 19. februar 1988) er en tidligere professionel dansk fodboldspiller, der sidst spillede for Ungmennafélagið Fjölnir på Island. Han har tidligere spillet for Viborg FF og Vejle Boldklub. Han er søn af tidligere landsholdspiller John Sivebæk.
I oktober 2020 meddelte han, at han  indstiller karrieren, efter nogle måneder hos Fjölnir, coronareglerne gjorde at han ikke  kunne se familien i Danmark, samt en vedvarende knæskade blev ved med at skabe problemer.

## Karriere
Christian Sivebæk har sin fodboldopvækst i Vejle Boldklubs fodboldskole. 
Han startede på FC Midtjyllands fodboldakademi i 2004. Han fik sin første kontrakt med FC Midtjylland i 2005. Den unge midtbanespiller var med til at erobre DM-guld for ynglinge ligaholdet i november 2006. Han fik sin debut i Superligaen den 6. august 2006, da han erstattede Claus Madsen i en 2-5-sejr ude over hans tidligere klub Vejle. I juli 2007 blev han udlejet et halvt år Skive IK for at opnå mere erfaring, men han trænede samtidig tre gange om ugen i FC Midyjylland. Lejeaftalen blev henunder vinteren forlænget med et halvt år, således den fulde lejeaftale var hele 2007-08-sæsonen. I denne halvsæson fik han ydermere følgeskab af Jesper Juelsgård, der også blev udlejet fra FC Midtjylland. Han vendte herefter tilbage til FC Midtjylland, hvor han scorede sit første mål den 23. marts 2007 i et 3-2-nederlag til AaB.
I januar 2012 offentliggjorde den amerikanske MLS-klub Seattle Sounders FC, at de havde skrevet kontrakt med Sivebæk. Han var i klubben i et halv år og nåede tre kampe. I juni 2012 meddelte Vejle Boldklub at man havde skrevet en treårig kontrakt med Christian Sivebæk.
Den 10. februar 2015 blev det offentliggjort, at Christian Sivebæk i sommeren 2015 skiftede til Viborg FF på en toethalvtårig kontrakt. Han blev i januar 2016 udlejet til sin gamle klub Vejle Boldklub på en aftale gældende for resten af sæsonen. Han vendte i sommeren 2016 tilbage til Viborg FF, idet han ikke valgte at benytte en af de chancer, der var for at finde en ny klub. Grundet skader blev han i efterårssæsonen en del af startopstillingen, hvor han spillede 12 kampe (7 fra start) i efteråret 2016, og alle starter var fra oktober og frem.
Han skrev i september 2017 under på en kontraktforlængelse med Viborg FF, således parterne havde papir på hinanden frem til sommeren 2020. I samme ombæring valgte Sivebæk og hans kone samt deres to børn at flytte fra Aarhus til Viborg.
Den 30. juni 2020 offentliggjorde Viborg FF at parterne ikke forlængede kontrakten der stod til at udløbe samme dag. Sivebæk meddelte at han ønskede et udlandseventyr mens klubben udtalte at de allerede var godt dækket ind med spillere på hans position.